# 工藤行幹

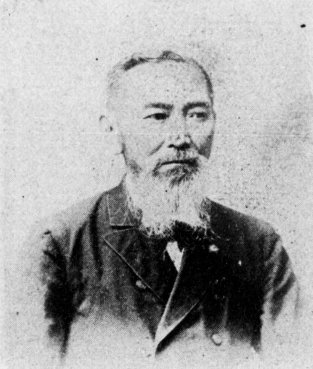
工藤行幹

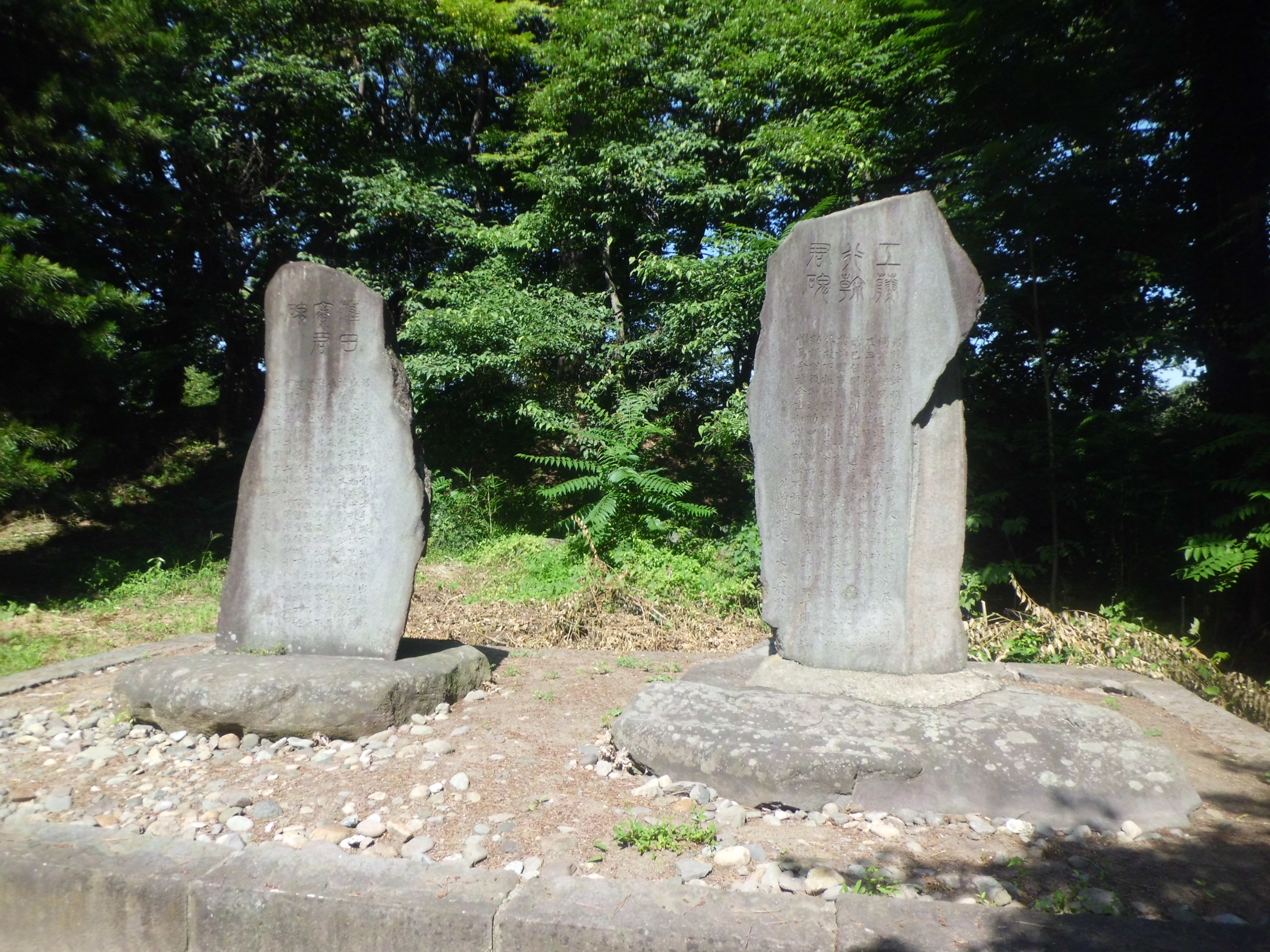
工藤行幹君碑（右）

工藤 行幹（くどう ゆきもと、天保12年12月28日（1842年2月8日） – 明治37年（1904年）4月21日）は、日本の衆議院議員（自由党→立憲革新党→進歩党→憲政党→憲政本党）。

## 経歴
弘前藩士櫛引儀三郎（錯斎）の子として生まれ、幼名を峯次郎といった。19歳で同藩士工藤秀四郎の養子となり、姓名を改めた。戊辰戦争の際には、奥羽越列藩同盟のために奥羽諸藩を奔走したが、弘前藩が新政府軍に帰順すると、禁錮となった。しかしすぐに赦免され、参軍助役として秋田や水沢口で盛岡藩と戦い、盛岡に入城し、さらに箱館にも出陣した。
1869年（明治2年）、公議所書記に選ばれて上京。さらに民部省土木権少祐に任ぜられ、各地の河川の調査に赴き、土木権少祐、土木中属に昇進した。1873年（明治6年）、三重県大属に転任し、さらに昇進して一等属兼一等警部として、県内の土木と警察を担当した。さらに地租改正も担当したが、1876年（明治9年）に伊勢暴動が発生し、鎮撫に努めた。
1878年（明治11年）、三重県を辞して帰郷し、北津軽郡・東津軽郡・西津軽郡の郡長を歴任した。また1881年（明治14年）には五所川原初等師範学校の校長も兼ねた。1888年（明治21年）、官を辞し、翌年に東京で大同団結運動に参加し、自由党に加入した。
1890年（明治23年）、第1回衆議院議員総選挙に出馬し、当選。以後、9回連続当選を果たしている。民力休養と対外硬を主張し、国民同盟会の創設に参加した。明治37年4月21日没。墓所は品川区の海晏寺。